# Sevgi Uzun
Sevgi Uzun (Fatih, 25 novembre 1997) è una cestista turca.

## Carriera
Con la Turchia ha disputato tre edizioni dei Campionati europei (2021, 2023, 2025).